# 端木方
端木方（1922年6月2日—2004年7月17日），本名李玮，早期有作品以筆名阿拙發表。山东省利津縣人，中文小说家，

## 生平
1948年1月於成都中央军校第22期畢業後，被指派在国民革命军擔任基層排長。之後於第二次国共内战中，歷任排長、连長、营长、旅参谋等職位。
1951年，国民政府在内战中失利，端木方隨著國民政府前往台灣，並即退役。之後任教於台中一中、台中私立晓明女中。
除了任教之外，端木方最為稱道的是以質樸文筆，山東俚語以及寫實筆法，書寫出1940年代的華北都市與農村的習俗。作品計有《疤勛章》、《四喜子》、《星火》、《拓荒》、《殘笑》、《七月流火》及《摸梦》等多种。其作品〈四喜子〉、〈星火〉、〈拓荒〉、〈青苗〉、〈疤勛章〉等獲得中華文藝獎金委員會頒發的獎金。部分研究文章顯示：端木方的文學屬於反共文學。